# Bisdom Bangor
Het bisdom Bangor is een van de zes bisdommen van de Kerk in Wales. De bisschopszetel is de kathedraal van Bangor. Het bisdom werd gesticht in 546 door Sint-Deiniol. Vanaf 1534 hoorde het bisdom bij de kerkprovincie Canterbury van de Kerk van Engeland. Met de oprichting van de Kerk in Wales zou het bisdom voortaan bij die kerk horen.

## Aartsdiakonaten
Het bisdom bestaat uit twee aartsdiakonaten:
- Aartsdiakonaat Bangor
- Aartsdiakonaat Meirionnydd